# Кудрівка-Арена
«Кудрівка-Арена» — футбольний стадіон у с. Кудрівка Корюківського району Чернігівської області. Є домашнім стадіоном ФК «Кудрівка».

## Історія
Стадіон було побудовано на місці звичайного сільського поля, ймовірно, в 2018 році. Спочатку він приймав матчі місцевого футбольного клубу «Кудрівка» в районних та обласних змаганнях, у сезонах 2020/21 і 2021/22 — ігри чемпіонату України серед аматорів, а в сезоні 2023/24 — поєдинки професійних команд на рівні другої ліги чемпіонату України. Дебютний для стадіону матч другої ліги відбувся 11 серпня 2023 року. В ньому «Кудрівка» перемогла «Васт» із Миколаєва з рахунком 9:0.
«Кудрівка-Арена» має поле з натуральним покриттям і автоматизованою системою поливу, душові кімнати та роздягальні для спортсменів, туалети тощо. Поруч зі стадіоном знаходиться водойма з фонтаном, альтанками, зоною відпочинку та волейбольним полем. Трибуни обладнано індивідуальними кріслами. Початково арена могла прийняти 300 глядачів. Згодом для того, щоб стадіон відповідав вимогам другої ліги, місткість його трибун було збільшено, і зараз вона складає 500 людей.
22 жовтня 2023 року на стадіоні відбувся благодійний футбольний матч на підтримку Збройних сил України між «ветеранами» ФК «Кудрівка» та збірною України серед ветеранів.
21 вересня 2024 року «Кудрівка-Арена» вперше прийняла матч першої ліги — місцева команда зіграла внічию з «Металістом 1925» (1:1).